# Liste des églises de la Mayenne
La liste des églises de la Mayenne recense de manière exhaustive les églises, cathédrale et basiliques situées dans le département français de la Mayenne .
Toutes sont situées dans le diocèse de Laval.

## Classement
Le classement ci-après se fait par commune selon l'ordre alphabétique.
Il est fait état des diverses protections dont elles peuvent bénéficier, et notamment les inscriptions et classements au titre des monuments historiques.

## Liste
| Eglise                                                         | Commune                     | Adresse                     | Coordonnées                        | Notice         | Protection              | Date                                    | Illustration                                                   |
| -------------------------------------------------------------- | --------------------------- | --------------------------- | ---------------------------------- | -------------- | ----------------------- | --------------------------------------- | -------------------------------------------------------------- |
| Église Notre-Dame-de-l'Assomption d'Ahuillé                    | Ahuillé                     |                             | 48° 01′ 08″ nord, 0° 52′ 15″ ouest |                |                         |                                         | Église Notre-Dame-de-l'Assomption d'Ahuillé                    |
| Église Notre-Dame-de-l'Assomption d'Alexain                    | Alexain                     |                             | 48° 13′ 47″ nord, 0° 46′ 05″ ouest |                |                         |                                         | Église Notre-Dame-de-l'Assomption d'Alexain                    |
| Église Notre-Dame d'Ambrières-les-Vallées                      | Ambrières-les-Vallées       |                             | 48° 24′ 11″ nord, 0° 37′ 46″ ouest | « PA00109454 » | Inscrit MH              | 1953                                    | Église Notre-Dame d'Ambrières-les-Vallées                      |
| Église Saint-Martin de Cigné                                   | Ambrières-les-Vallées       |                             | 48° 25′ 23″ nord, 0° 36′ 29″ ouest |                |                         |                                         | Église Saint-Martin de Cigné                                   |
| Église de l'Immaculée-Conception d'Andouillé                   | Andouillé                   |                             | 48° 10′ 36″ nord, 0° 47′ 02″ ouest |                |                         |                                         | Église de l'Immaculée-Conception d'Andouillé                   |
| Église Notre-Dame d'Argenton-Notre-Dame                        | Argenton-Notre-Dame         |                             | 47° 46′ 49″ nord, 0° 35′ 19″ ouest |                |                         |                                         | Église Notre-Dame d'Argenton-Notre-Dame                        |
| Église Saint-Cyr-et-Sainte-Julitte d'Argentré                  | Argentré                    |                             | 48° 05′ 03″ nord, 0° 38′ 29″ ouest |                |                         |                                         | Église Saint-Cyr-et-Sainte-Julitte d'Argentré                  |
| Église Saint-Martin d'Aron                                     | Aron                        |                             | 48° 17′ 47″ nord, 0° 33′ 27″ ouest |                |                         |                                         | Église Saint-Martin d'Aron                                     |
| Église Saint-Germain d'Arquenay                                | Arquenay                    |                             | 47° 59′ 14″ nord, 0° 34′ 11″ ouest |                |                         |                                         | Église Saint-Germain d'Arquenay                                |
| Église Saint-Thuribe d'Assé-le-Bérenger                        | Assé-le-Bérenger            |                             | 48° 09′ 19″ nord, 0° 19′ 14″ ouest |                |                         |                                         | Église Saint-Thuribe d'Assé-le-Bérenger                        |
| Église Saint-Étienne d'Astillé                                 | Astillé                     |                             | 47° 57′ 48″ nord, 0° 51′ 11″ ouest |                |                         |                                         | Église Saint-Étienne d'Astillé                                 |
| Église Saint-Martin d'Athée                                    | Athée                       |                             | 47° 53′ 15″ nord, 0° 57′ 01″ ouest |                |                         |                                         | Église Saint-Martin d'Athée                                    |
| Église Notre-Dame-de-l'Assomption d'Averton                    | Averton                     |                             | 48° 19′ 59″ nord, 0° 13′ 23″ ouest |                |                         |                                         | Église Notre-Dame-de-l'Assomption d'Averton                    |
| Église Saint-Saturnin d'Azé                                    | Azé                         |                             | 47° 49′ 05″ nord, 0° 41′ 17″ ouest |                |                         |                                         | Église Saint-Saturnin d'Azé                                    |
| Église Saint-Corneille-et-Saint-Cyprien de La Baconnière       | La Baconnière               |                             | 48° 11′ 01″ nord, 0° 53′ 31″ ouest |                |                         |                                         | Église Saint-Corneille-et-Saint-Cyprien de La Baconnière       |
| Église Notre-Dame-de-l'Assomption de Bais                      | Bais                        |                             | 48° 15′ 15″ nord, 0° 21′ 51″ ouest | « PA00109459 » | Inscrit MH              | 1989                                    | Église Notre-Dame-de-l'Assomption de Bais                      |
| Église Saint-Martin de Ballots                                 | Ballots                     |                             | 47° 53′ 43″ nord, 1° 02′ 51″ ouest |                |                         |                                         | Église Saint-Martin de Ballots                                 |
| Église Saint-Jean-Baptiste de Bannes                           | Bannes                      |                             | 47° 58′ 54″ nord, 0° 21′ 09″ ouest | « PA00109463 » | Inscrit MH              | 1958                                    | Église Saint-Jean-Baptiste de Bannes                           |
| Église de l'Assomption de La Bazoge-Montpinçon                 | La Bazoge-Montpinçon        |                             | 48° 16′ 40″ nord, 0° 34′ 31″ ouest |                |                         |                                         | Église de l'Assomption de La Bazoge-Montpinçon                 |
| Église Saint-Gervais-et-Saint-Protais de La Bazouge-de-Chemeré | La Bazouge-de-Chemeré       |                             | 48° 00′ 07″ nord, 0° 29′ 13″ ouest |                |                         |                                         | Église Saint-Gervais-et-Saint-Protais de La Bazouge-de-Chemeré |
| Église Saint-Julien de La Bazouge-des-Alleux                   | La Bazouge-des-Alleux       |                             | 48° 11′ 00″ nord, 0° 36′ 35″ ouest |                |                         |                                         | Église Saint-Julien de La Bazouge-des-Alleux                   |
| Église Saint-Victeur de Bazougers                              | Bazougers                   |                             | 48° 01′ 01″ nord, 0° 34′ 52″ ouest | « PA00109465 » | Classé MH               | 1931                                    | Église Saint-Victeur de Bazougers                              |
| Église de la Sainte-Trinité de Beaulieu-sur-Oudon              | Beaulieu-sur-Oudon          |                             | 48° 00′ 14″ nord, 0° 59′ 37″ ouest |                |                         |                                         | Église de la Sainte-Trinité de Beaulieu-sur-Oudon              |
| Église Saint-Saturnin de Beaumont-Pied-de-Bœuf                 | Beaumont-Pied-de-Bœuf       |                             | 47° 54′ 17″ nord, 0° 25′ 57″ ouest |                |                         |                                         | Église Saint-Saturnin de Beaumont-Pied-de-Bœuf                 |
| Église Notre-Dame de Belgeard (détruite en 2003)               | Belgeard                    |                             | 48° 15′ 57″ nord, 0° 33′ 25″ ouest |                |                         |                                         | Image manquante Téléverser                                     |
| Église de Bourgnouvel de Belgeard                              | Belgeard                    |                             | 48° 15′ 13″ nord, 0° 32′ 58″ ouest |                |                         |                                         | Église de Bourgnouvel de Belgeard                              |
| Église Saint-Pierre de Bierné                                  | Bierné                      |                             | 47° 48′ 37″ nord, 0° 32′ 33″ ouest |                |                         |                                         | Église Saint-Pierre de Bierné                                  |
| Église Saint-Martin du Bignon-du-Maine                         | Le Bignon-du-Maine          |                             | 47° 57′ 00″ nord, 0° 36′ 37″ ouest |                |                         |                                         | Église Saint-Martin du Bignon-du-Maine                         |
| Église Saint-Martin de La Bigottière                           | La Bigottière               |                             | 48° 13′ 09″ nord, 0° 47′ 58″ ouest |                |                         |                                         | Église Saint-Martin de La Bigottière                           |
| Église Saint-Louis de Blandouet                                | Blandouet-Saint Jean        |                             | 48° 03′ 06″ nord, 0° 19′ 44″ ouest |                |                         |                                         | Église Saint-Louis de Blandouet                                |
| Église Saint-Jean de Saint-Jean-sur-Erve                       | Blandouet-Saint Jean        |                             | 48° 02′ 04″ nord, 0° 23′ 28″ ouest |                |                         |                                         | Église Saint-Jean de Saint-Jean-sur-Erve                       |
| Église Saint-Serge de La Boissière                             | La Boissière                |                             | 47° 46′ 53″ nord, 0° 58′ 59″ ouest |                |                         |                                         | Église Saint-Serge de La Boissière                             |
| Église Saint-Blaise de Bonchamp-lès-Laval                      | Bonchamp-lès-Laval          |                             | 48° 04′ 28″ nord, 0° 41′ 56″ ouest | « PA00132707 » | Inscrit MH              | 1994                                    | Église Saint-Blaise de Bonchamp-lès-Laval                      |
| Église de la Cassine (Bonchamp-lès-Laval)                      | Bonchamp-lès-Laval          |                             | 48° 02′ 26″ nord, 0° 42′ 39″ ouest | « PA00109471 » | Inscrit MH              | 1926                                    | Église de la Cassine (Bonchamp-lès-Laval)                      |
| Église Saint-Pierre de Bouchamps-lès-Craon                     | Bouchamps-lès-Craon         | Rue Haute-Savoie            | 47° 48′ 53″ nord, 0° 59′ 37″ ouest |                |                         |                                         | Église Saint-Pierre de Bouchamps-lès-Craon                     |
| Église Saint-Cyr-et-Sainte-Julitte de Bouère                   | Bouère                      |                             | 47° 51′ 50″ nord, 0° 28′ 40″ ouest |                |                         |                                         | Église Saint-Cyr-et-Sainte-Julitte de Bouère                   |
| Église Saint-Martin de Bouessay                                | Bouessay                    |                             | 47° 52′ 34″ nord, 0° 23′ 38″ ouest |                |                         |                                         | Église Saint-Martin de Bouessay                                |
| Église Notre-Dame-de-l'Assomption de Boulay-les-Ifs            | Boulay-les-Ifs              |                             | 48° 25′ 15″ nord, 0° 07′ 58″ ouest |                |                         |                                         | Église Notre-Dame-de-l'Assomption de Boulay-les-Ifs            |
| Église Saint-Martin du Bourgneuf-la-Forêt                      | Le Bourgneuf-la-Forêt       |                             | 48° 09′ 49″ nord, 0° 58′ 15″ ouest |                |                         |                                         | Église Saint-Martin du Bourgneuf-la-Forêt                      |
| Église Saint-Pierre de Bourgon                                 | Bourgon                     | Rue de Normandie            | 48° 10′ 00″ nord, 1° 04′ 03″ ouest |                |                         |                                         | Église Saint-Pierre de Bourgon                                 |
| Église Saint-Pierre de Brains-sur-les-Marches                  | Brains-sur-les-Marches      |                             | 47° 53′ 11″ nord, 1° 10′ 55″ ouest |                |                         |                                         | Église Saint-Pierre de Brains-sur-les-Marches                  |
| Église Notre-Dame-de-l'Assomption de Brecé                     | Brecé                       |                             | 48° 23′ 56″ nord, 0° 47′ 23″ ouest | « PA00109629 » | Inscrit MH              | 1989                                    | Église Notre-Dame-de-l'Assomption de Brecé                     |
| Église Saint-Gervais-et-Saint-Protais de Brée                  | Brée                        |                             | 48° 09′ 03″ nord, 0° 31′ 11″ ouest |                |                         |                                         | Église Saint-Gervais-et-Saint-Protais de Brée                  |
| Église Saint-Martin de La Brûlatte                             | La Brûlatte                 |                             | 48° 05′ 10″ nord, 0° 57′ 10″ ouest |                |                         |                                         | Église Saint-Martin de La Brûlatte                             |
| Église Saint-Martin du Buret                                   | Le Buret                    |                             | 47° 55′ 20″ nord, 0° 30′ 50″ ouest |                |                         |                                         | Église Saint-Martin du Buret                                   |
| Église Saint-Jean-Baptiste de Carelles                         | Carelles                    |                             | 48° 22′ 55″ nord, 0° 54′ 19″ ouest |                |                         |                                         | Église Saint-Jean-Baptiste de Carelles                         |
| Église Notre-Dame-de-l'Assomption de Chailland                 | Chailland                   |                             | 43° 07′ 33″ nord, 0° 14′ 42″ est   |                |                         |                                         | Église Notre-Dame-de-l'Assomption de Chailland                 |
| Église Saint-Pierre de Châlons-du-Maine                        | Châlons-du-Maine            |                             | 48° 09′ 48″ nord, 0° 38′ 36″ ouest |                |                         |                                         | Église Saint-Pierre de Châlons-du-Maine                        |
| Église Saint-Pierre de Chammes                                 | Chammes                     |                             | 48° 04′ 30″ nord, 0° 22′ 46″ ouest |                |                         |                                         | Église Saint-Pierre de Chammes                                 |
| Église Saint-Médard de Champéon                                | Champéon                    |                             | 48° 22′ 05″ nord, 0° 31′ 03″ ouest |                |                         |                                         | Église Saint-Médard de Champéon                                |
| Église Saint-Martin de Champfrémont                            | Champfrémont                |                             | 48° 25′ 41″ nord, 0° 05′ 33″ ouest |                |                         |                                         | Église Saint-Martin de Champfrémont                            |
| Église Saint-Gervais-et-Saint-Protais de Champgenéteux         | Champgenéteux               |                             | 48° 17′ 26″ nord, 0° 21′ 44″ ouest |                |                         |                                         | Église Saint-Gervais-et-Saint-Protais de Champgenéteux         |
| Église Saint-Pierre de Changé                                  | Changé                      |                             | 48° 05′ 57″ nord, 0° 47′ 21″ ouest |                |                         |                                         | Église Saint-Pierre de Changé                                  |
| Église Saint-Pierre-et-Saint-Paul de Chantrigné                | Chantrigné                  |                             | 48° 24′ 55″ nord, 0° 34′ 05″ ouest | « PA00109479 » | Inscrit MH              | 1956                                    | Église Saint-Pierre-et-Saint-Paul de Chantrigné                |
| Église Notre-Dame-du-Mont-Carmel de La Chapelle-Anthenaise     | La Chapelle-Anthenaise      |                             | 48° 07′ 21″ nord, 0° 40′ 37″ ouest |                |                         |                                         | Église Notre-Dame-du-Mont-Carmel de La Chapelle-Anthenaise     |
| Église de l'Annonciation de La Chapelle-au-Riboul              | La Chapelle-au-Riboul       |                             | 48° 19′ 06″ nord, 0° 26′ 03″ ouest |                |                         |                                         | Église de l'Annonciation de La Chapelle-au-Riboul              |
| Église Saint-Martin de La Chapelle-Craonnaise                  | La Chapelle-Craonnaise      |                             | 47° 53′ 58″ nord, 0° 54′ 57″ ouest |                |                         |                                         | Église Saint-Martin de La Chapelle-Craonnaise                  |
| Église Saint-Sixte de La Chapelle-Rainsouin                    | La Chapelle-Rainsouin       |                             | 48° 05′ 54″ nord, 0° 31′ 11″ ouest | « PA53000021 » | Inscrit MH              | 2005                                    | Église Saint-Sixte de La Chapelle-Rainsouin                    |
| Église Sainte-Anne de Charchigné                               | Charchigné                  |                             | 48° 25′ 04″ nord, 0° 24′ 29″ ouest |                |                         |                                         | Église Sainte-Anne de Charchigné                               |
| Église Saint-Martin de Bazouges                                | Château-Gontier             |                             | 47° 50′ 08″ nord, 0° 43′ 09″ ouest |                |                         |                                         | Église Saint-Martin de Bazouges                                |
| Église Saint-Jean-Baptiste de Château-Gontier                  | Château-Gontier             |                             | 47° 49′ 48″ nord, 0° 42′ 19″ ouest | « PA00109484 » | Classé MH               | 1941                                    | Église Saint-Jean-Baptiste de Château-Gontier                  |
| Église Saint-Rémi de Château-Gontier                           | Château-Gontier             |                             | 47° 49′ 37″ nord, 0° 42′ 39″ ouest |                |                         |                                         | Église Saint-Rémi de Château-Gontier                           |
| Église de la Trinité de Château-Gontier                        | Château-Gontier             |                             | 47° 49′ 43″ nord, 0° 41′ 52″ ouest | « PA00109485 » | Classé MH               | 1969                                    | Église de la Trinité de Château-Gontier                        |
| Église Saint-Maurice de Châtelain                              | Châtelain                   |                             | 47° 48′ 27″ nord, 0° 35′ 46″ ouest |                |                         |                                         | Église Saint-Maurice de Châtelain                              |
| Église Saint-Martin de Châtillon-sur-Colmont                   | Châtillon-sur-Colmont       |                             | 48° 20′ 17″ nord, 0° 44′ 37″ ouest | « PA53000034 » | Inscrit MH              | 2012                                    | Église Saint-Martin de Châtillon-sur-Colmont                   |
| Église Saint-Martin de Châtres-la-Forêt                        | Châtres-la-Forêt            |                             | 48° 07′ 58″ nord, 0° 25′ 53″ ouest |                |                         |                                         | Église Saint-Martin de Châtres-la-Forêt                        |
| Église Notre-Dame de l'Assomption de Chemazé                   | Chemazé                     |                             | 47° 47′ 13″ nord, 0° 46′ 26″ ouest |                |                         |                                         | Église Notre-Dame de l'Assomption de Chemazé                   |
| Église Saint-Léonard de Bourg-Philippe                         | Chemazé                     |                             | 47° 46′ 22″ nord, 0° 48′ 22″ ouest |                |                         |                                         | Église Saint-Léonard de Bourg-Philippe                         |
| Église Saint-Pierre de Molières                                | Chemazé                     |                             | 47° 45′ 11″ nord, 0° 44′ 51″ ouest | « PA00109632 » | Inscrit MH              | 1989                                    | Église Saint-Pierre de Molières                                |
| Église Notre-Dame de l'Assomption de Chémeré-le-Roi            | Chémeré-le-Roi              |                             | 47° 58′ 40″ nord, 0° 26′ 23″ ouest |                |                         |                                         | Église Notre-Dame de l'Assomption de Chémeré-le-Roi            |
| Église Saint-Martin de Chérancé                                | Chérancé                    |                             | 47° 47′ 42″ nord, 0° 56′ 08″ ouest |                |                         |                                         | Église Saint-Martin de Chérancé                                |
| Église Saint-Martin de Chevaigné-du-Maine                      | Chevaigné-du-Maine          |                             | 48° 26′ 15″ nord, 0° 23′ 16″ ouest |                |                         |                                         | Église Saint-Martin de Chevaigné-du-Maine                      |
| Église Saint-Éloi de Colombiers-du-Plessis                     | Colombiers-du-Plessis       |                             | 48° 23′ 32″ nord, 0° 50′ 27″ ouest |                |                         |                                         | Église Saint-Éloi de Colombiers-du-Plessis                     |
| Église Notre-Dame de Commer                                    | Commer                      | Rue des Acacias             | 48° 14′ 28″ nord, 0° 37′ 12″ ouest |                |                         |                                         | Église Notre-Dame de Commer                                    |
| Église Saint-Pierre-aux-Liens de Congrier                      | Congrier                    |                             | 47° 48′ 37″ nord, 1° 07′ 00″ ouest |                |                         |                                         | Église Saint-Pierre-aux-Liens de Congrier                      |
| Église Saint-Martin de Contest                                 | Contest                     |                             | 48° 15′ 43″ nord, 0° 39′ 17″ ouest |                |                         |                                         | Église Saint-Martin de Contest                                 |
| Église Saint-Pierre de Cosmes                                  | Cosmes                      |                             | 47° 55′ 13″ nord, 0° 52′ 52″ ouest |                |                         |                                         | Église Saint-Pierre de Cosmes                                  |
| Église Notre-Dame de Cossé-en-Champagne                        | Cossé-en-Champagne          |                             | 47° 57′ 46″ nord, 0° 20′ 02″ ouest | « PA00109633 » | Classé MH               | 1992                                    | Église Notre-Dame de Cossé-en-Champagne                        |
| Église Saint-Gervais-et-Saint-Protais de Cossé-le-Vivien       | Cossé-le-Vivien             |                             | 47° 56′ 42″ nord, 0° 54′ 44″ ouest |                |                         |                                         | Église Saint-Gervais-et-Saint-Protais de Cossé-le-Vivien       |
| Église Saint-Julien-le-Martyr de Coudray                       | Coudray                     |                             | 47° 47′ 26″ nord, 0° 38′ 34″ ouest |                |                         |                                         | Église Saint-Julien-le-Martyr de Coudray                       |
| Église Saint-Julien-du-Mans de Couesmes                        | Couesmes-Vaucé              |                             | 48° 27′ 06″ nord, 0° 42′ 36″ ouest |                |                         |                                         | Église Saint-Julien-du-Mans de Couesmes                        |
| Église Saint-Pierre de Vaucé                                   | Couesmes-Vaucé              |                             | 48° 27′ 44″ nord, 0° 43′ 49″ ouest |                |                         |                                         | Église Saint-Pierre de Vaucé                                   |
| Église Notre-Dame-de-l'Assomption de Couptrain                 | Couptrain                   |                             | 48° 29′ 03″ nord, 0° 17′ 33″ ouest |                |                         |                                         | Église Notre-Dame-de-l'Assomption de Couptrain                 |
| Église Saint-Sulpice de Courbeveille                           | Courbeveille                |                             | 47° 59′ 33″ nord, 0° 53′ 11″ ouest |                |                         |                                         | Église Saint-Sulpice de Courbeveille                           |
| Église Saint-Pierre-et-Saint-Paul de Courcité                  | Courcité                    | Place de l'Église           | 48° 18′ 22″ nord, 0° 14′ 56″ ouest |                |                         |                                         | Église Saint-Pierre-et-Saint-Paul de Courcité                  |
| Église Saint-Clément de Craon                                  | Craon                       |                             | 47° 50′ 45″ nord, 0° 57′ 39″ ouest |                |                         |                                         | Église Saint-Clément de Craon                                  |
| Église Saint-Nicolas de Craon                                  | Craon                       |                             | 47° 50′ 56″ nord, 0° 57′ 05″ ouest |                |                         |                                         | Église Saint-Nicolas de Craon                                  |
| Église Saint-Calais de Crennes-sur-Fraubée                     | Crennes-sur-Fraubée         |                             | 48° 22′ 42″ nord, 0° 16′ 43″ ouest |                |                         |                                         | Église Saint-Calais de Crennes-sur-Fraubée                     |
| Église Saint-Jean-Baptiste de La Croixille                     | La Croixille                |                             | 48° 12′ 18″ nord, 1° 03′ 27″ ouest |                |                         |                                         | Église Saint-Jean-Baptiste de La Croixille                     |
| Ancienne église de La Cropte                                   | La Cropte                   |                             | 47° 57′ 30″ nord, 0° 29′ 38″ ouest | « PA00109496 » | Classé MH               | 1978                                    | Ancienne église de La Cropte                                   |
| Église Saint-Pierre-et-Saint-Paul de La Cropte                 | La Cropte                   |                             | 47° 57′ 30″ nord, 0° 29′ 37″ ouest |                |                         |                                         | Église Saint-Pierre-et-Saint-Paul de La Cropte                 |
| Église Saint-Martin de Cuillé                                  | Cuillé                      |                             | 47° 58′ 13″ nord, 1° 07′ 10″ ouest |                |                         |                                         | Église Saint-Martin de Cuillé                                  |
| Église Saint-Germain de Daon                                   | Daon                        |                             | 47° 44′ 58″ nord, 0° 38′ 20″ ouest |                |                         |                                         | Église Saint-Germain de Daon                                   |
| Église Saint-Jean-Baptiste de Denazé                           | Denazé                      |                             | 47° 53′ 06″ nord, 0° 53′ 15″ ouest |                |                         |                                         | Église Saint-Jean-Baptiste de Denazé                           |
| Église Saint-Pierre de Désertines                              | Désertines                  | Boulevard Testard           | 48° 28′ 06″ nord, 0° 52′ 01″ ouest |                |                         |                                         | Église Saint-Pierre de Désertines                              |
| Église Saint-Martin de Deux-Évailles                           | Deux-Évailles               |                             | 48° 11′ 28″ nord, 0° 31′ 38″ ouest |                |                         |                                         | Église Saint-Martin de Deux-Évailles                           |
| Église Notre-Dame-de-l'Assomption de La Dorée                  | La Dorée                    |                             | 48° 26′ 54″ nord, 0° 57′ 53″ ouest |                |                         |                                         | Église Notre-Dame-de-l'Assomption de La Dorée                  |
| Église Saint-Étienne d'Entrammes                               | Entrammes                   | Rue de Parné                | 47° 59′ 58″ nord, 0° 43′ 00″ ouest |                |                         |                                         | Église Saint-Étienne d'Entrammes                               |
| Église Notre-Dame d'Ernée                                      | Ernée                       |                             | 48° 17′ 42″ nord, 0° 56′ 09″ ouest |                |                         |                                         | Église Notre-Dame d'Ernée                                      |
| Église de l'Abbaye Notre-Dame d'Évron                          | Évron                       |                             | 48° 09′ 24″ nord, 0° 24′ 10″ ouest | « PA00109505 » | Classé MH et Inscrit MH | 1840 (classement) et 1987 (inscription) | Église de l'Abbaye Notre-Dame d'Évron                          |
| Église Saint-Bomier de Fontaine-Couverte                       | Fontaine-Couverte           |                             | 47° 54′ 27″ nord, 1° 08′ 31″ ouest |                |                         |                                         | Église Saint-Bomier de Fontaine-Couverte                       |
| Église Sainte-Marie-Madeleine de Forcé                         | Forcé                       |                             | 48° 02′ 02″ nord, 0° 42′ 05″ ouest |                |                         |                                         | Église Sainte-Marie-Madeleine de Forcé                         |
| Église de l'Immaculée-Conception de Fougerolles-du-Plessis     | Fougerolles-du-Plessis      |                             | 48° 28′ 28″ nord, 0° 58′ 25″ ouest |                |                         |                                         | Église de l'Immaculée-Conception de Fougerolles-du-Plessis     |
| Église Saint-Germain de Saint-Germain-de-l'Hommel              | Fromentières                |                             | 47° 53′ 18″ nord, 0° 41′ 16″ ouest |                |                         |                                         | Église Saint-Germain de Saint-Germain-de-l'Hommel              |
| Église Saint-Pierre de Fromentières                            | Fromentières                |                             | 47° 51′ 54″ nord, 0° 39′ 56″ ouest |                |                         |                                         | Église Saint-Pierre de Fromentières                            |
| Église de l’Assomption de Gastines                             | Gastines                    | Rue de Normandie            | 47° 57′ 08″ nord, 1° 06′ 18″ ouest |                |                         |                                         | Église de l’Assomption de Gastines                             |
| Église Saint-Sulpice du Genest                                 | Le Genest-Saint-Isle        |                             | 48° 05′ 52″ nord, 0° 53′ 12″ ouest |                |                         |                                         | Église Saint-Sulpice du Genest                                 |
| Église de Saint-Isle                                           | Le Genest-Saint-Isle        | Détruite en 2023.           | 48° 04′ 59″ nord, 0° 54′ 45″ ouest |                |                         |                                         | Église de Saint-Isle                                           |
| Église Saint-Aignan de Gennes-sur-Glaize                       | Gennes-sur-Glaize           |                             | 47° 50′ 07″ nord, 0° 33′ 55″ ouest |                |                         |                                         | Église Saint-Aignan de Gennes-sur-Glaize                       |
| Église Sainte-Opportune de Gennes-sur-Glaize                   | Gennes-sur-Glaize           |                             | 47° 51′ 14″ nord, 0° 36′ 33″ ouest |                |                         |                                         | Église Sainte-Opportune de Gennes-sur-Glaize                   |
| Église Saint-Georges de Gesnes                                 | Gesnes                      |                             | 48° 08′ 47″ nord, 0° 35′ 06″ ouest |                |                         |                                         | Église Saint-Georges de Gesnes                                 |
| Église Saint-Pierre de Gesvres                                 | Gesvres                     |                             | 48° 22′ 08″ nord, 0° 08′ 47″ ouest |                |                         |                                         | Église Saint-Pierre de Gesvres                                 |
| Église Saint-Martin de Gorron                                  | Gorron                      |                             | 48° 24′ 48″ nord, 0° 48′ 50″ ouest |                |                         |                                         | Église Saint-Martin de Gorron                                  |
| Église Saint-Jacques de La Gravelle                            | La Gravelle                 |                             | 48° 04′ 20″ nord, 1° 00′ 50″ ouest |                |                         |                                         | Église Saint-Jacques de La Gravelle                            |
| Église Notre-Dame-de-l'Assomption de Grazay                    | Grazay                      |                             | 48° 17′ 24″ nord, 0° 28′ 56″ ouest |                |                         |                                         | Église Notre-Dame-de-l'Assomption de Grazay                    |
| Église Saint-Martin de Grez-en-Bouère                          | Grez-en-Bouère              |                             | 47° 52′ 28″ nord, 0° 31′ 19″ ouest |                |                         |                                         | Église Saint-Martin de Grez-en-Bouère                          |
| Église Saint-Pierre de La Haie-Traversaine                     | La Haie-Traversaine         | rue du Presbytère           | 48° 22′ 12″ nord, 0° 36′ 21″ ouest |                |                         |                                         | Église Saint-Pierre de La Haie-Traversaine                     |
| Église Notre-Dame du Ham                                       | Le Ham                      | Le bourg                    | 48° 22′ 46″ nord, 0° 22′ 44″ ouest |                |                         |                                         | Église Notre-Dame du Ham                                       |
| Église Saint-Gervais-et-Saint-Protais de Hambers               | Hambers                     | Rue du Bois du Tay          | 48° 15′ 16″ nord, 0° 25′ 06″ ouest | « PA00109512 » | Inscrit MH              | 1954                                    | Église Saint-Gervais-et-Saint-Protais de Hambers               |
| Église Saint-Pierre d'Hardanges                                | Hardanges                   | rue des Artisans            | 48° 20′ 10″ nord, 0° 24′ 06″ ouest |                |                         |                                         | Église Saint-Pierre d'Hardanges                                |
| Église de l'Immaculée-Conception de Hercé                      | Hercé                       | Rue Saint-Pierre            | 48° 25′ 06″ nord, 0° 51′ 09″ ouest |                |                         |                                         | Église de l'Immaculée-Conception de Hercé                      |
| Église Saint-Pierre-et-Saint-Paul du Horps                     | Le Horps                    | Rue des Forges              | 48° 23′ 51″ nord, 0° 27′ 36″ ouest |                |                         |                                         | Église Saint-Pierre-et-Saint-Paul du Horps                     |
| Église Saint-Hilaire de Houssay                                | Houssay                     |                             | 47° 54′ 52″ nord, 0° 44′ 09″ ouest |                |                         |                                         | Église Saint-Hilaire de Houssay                                |
| Église Notre-Dame-de-l'Assomption de Brétignolles-le-Moulin    | Le Housseau-Brétignolles    |                             | 48° 28′ 19″ nord, 0° 32′ 04″ ouest |                |                         |                                         | Église Notre-Dame-de-l'Assomption de Brétignolles-le-Moulin    |
| Église Saint-Pierre-et-Saint-Paul du Housseau                  | Le Housseau-Brétignolles    |                             | 48° 28′ 08″ nord, 0° 31′ 22″ ouest |                |                         |                                         | Église Saint-Pierre-et-Saint-Paul du Housseau                  |
| Église Saint-Siméon de L'Huisserie                             | L'Huisserie                 | Place de l'Église           | 48° 01′ 23″ nord, 0° 46′ 11″ ouest |                |                         |                                         | Église Saint-Siméon de L'Huisserie                             |
| Église Saint-Pierre-et-Saint-Paul d'Izé                        | Izé                         | Rue de Bretagne             | 48° 13′ 49″ nord, 0° 18′ 29″ ouest |                |                         |                                         | Église Saint-Pierre-et-Saint-Paul d'Izé                        |
| Église Notre-Dame-de-l'Assomption des Chapelles                | Javron-les-Chapelles        |                             | 48° 26′ 37″ nord, 0° 20′ 01″ ouest |                |                         |                                         | Église Notre-Dame-de-l'Assomption des Chapelles                |
| Église Saint-Jean-Baptiste de Javron                           | Javron-les-Chapelles        |                             | 48° 25′ 04″ nord, 0° 20′ 19″ ouest | « PA00109514 » | Classé MH               | 1931                                    | Église Saint-Jean-Baptiste de Javron                           |
| Église Saint-Gervais-et-Saint-Protais de Jublains              | Jublains                    | rue Henri-Barbe             | 48° 15′ 22″ nord, 0° 29′ 42″ ouest |                |                         |                                         | Église Saint-Gervais-et-Saint-Protais de Jublains              |
| Église Saint-Martin de Juvigné                                 | Juvigné                     |                             | 48° 13′ 48″ nord, 1° 02′ 13″ ouest |                |                         |                                         | Église Saint-Martin de Juvigné                                 |
| Église Saint-Martin de Landivy                                 | Landivy                     | rue de Normandie            | 48° 28′ 51″ nord, 1° 02′ 03″ ouest |                |                         |                                         | Église Saint-Martin de Landivy                                 |
| Église Saint-Crépin-et-Saint-Crépinien de Larchamp             | Larchamp                    | Rue Saint-Crespin           | 48° 21′ 45″ nord, 0° 59′ 56″ ouest |                |                         |                                         | Église Saint-Crépin-et-Saint-Crépinien de Larchamp             |
| Église Saint-Laurent de La Baroche-Gondouin                    | Lassay-les-Châteaux         |                             | 48° 28′ 08″ nord, 0° 26′ 31″ ouest |                |                         |                                         | Église Saint-Laurent de La Baroche-Gondouin                    |
| Église Saint-Médard de La Courberie                            | Lassay-les-Châteaux         |                             | 48° 25′ 20″ nord, 0° 29′ 07″ ouest |                |                         |                                         | Église Saint-Médard de La Courberie                            |
| Église Saint-Fraimbault de Lassay                              | Lassay-les-Châteaux         |                             | 48° 26′ 10″ nord, 0° 29′ 42″ ouest |                |                         |                                         | Église Saint-Fraimbault de Lassay                              |
| Église Saint-Aubin de Melleray-la-Vallée                       | Lassay-les-Châteaux         |                             | 48° 27′ 34″ nord, 0° 34′ 23″ ouest |                |                         |                                         | Église Saint-Aubin de Melleray-la-Vallée                       |
| Église Saint-Hippolyte de Niort-la-Fontaine                    | Lassay-les-Châteaux         |                             | 48° 26′ 12″ nord, 0° 32′ 25″ ouest |                |                         |                                         | Église Saint-Hippolyte de Niort-la-Fontaine                    |
| Église Saint-Fraimbault de Saint-Fraimbault-de-Lassay          | Lassay-les-Châteaux         |                             | 48° 26′ 14″ nord, 0° 28′ 30″ ouest |                |                         |                                         | Église Saint-Fraimbault de Saint-Fraimbault-de-Lassay          |
| Église Saint-François-et-Saint-Pierre de Laubrières            | Laubrières                  |                             | 47° 56′ 31″ nord, 1° 05′ 05″ ouest |                |                         |                                         | Église Saint-François-et-Saint-Pierre de Laubrières            |
| Église de la Sainte-Trinité de Launay-Villiers                 | Launay-Villiers             | Place de l'Église           | 48° 08′ 04″ nord, 1° 00′ 30″ ouest |                |                         |                                         | Église de la Sainte-Trinité de Launay-Villiers                 |
| Basilique Notre-Dame d'Avesnières                              | Laval                       |                             | 48° 03′ 36″ nord, 0° 45′ 47″ ouest | « PA00109529 » | Classé MH               | 1840                                    | Basilique Notre-Dame d'Avesnières                              |
| Église Saint-Sulpice de Grenoux                                | Laval                       |                             | 48° 04′ 58″ nord, 0° 48′ 22″ ouest |                |                         |                                         | Église Saint-Sulpice de Grenoux                                |
| Cathédrale de la Sainte-Trinité de Laval                       | Laval                       |                             | 48° 04′ 05″ nord, 0° 46′ 25″ ouest | « PA00109523 » | Classé MH               | 1840                                    | Cathédrale de la Sainte-Trinité de Laval                       |
| Église des Capucins de Laval (disparue)                        | Laval                       |                             | à géolocaliser                     |                |                         |                                         | Image manquante Téléverser                                     |
| Église Notre-Dame-des Cordeliers de Laval                      | Laval                       |                             | 48° 04′ 12″ nord, 0° 46′ 42″ ouest | « PA00109528 » | Inscrit MH              | 1926                                    | Église Notre-Dame-des Cordeliers de Laval                      |
| Église Saint-Jean de Laval                                     | Laval                       |                             | 48° 04′ 02″ nord, 0° 47′ 07″ ouest |                |                         |                                         | Image manquante Téléverser                                     |
| Église Saint-Martin de Laval                                   | Laval                       |                             | 48° 04′ 18″ nord, 0° 46′ 47″ ouest | « PA00109530 » | Classé MH               | 1979                                    | Église Saint-Martin de Laval                                   |
| Église Saint-Paul de Laval                                     | Laval                       |                             | 48° 04′ 46″ nord, 0° 46′ 42″ ouest |                |                         |                                         | Église Saint-Paul de Laval                                     |
| Église Saint-Pierre de Laval                                   | Laval                       |                             | 48° 04′ 31″ nord, 0° 45′ 51″ ouest |                |                         |                                         | Église Saint-Pierre de Laval                                   |
| Église Saint-Pierre-le-Potier de Laval                         | Laval                       |                             | 48° 02′ 05″ nord, 0° 45′ 22″ ouest | « PA53000002 » | Inscrit MH              | 1996                                    | Église Saint-Pierre-le-Potier de Laval                         |
| Église Sainte-Thérèse de Laval                                 | Laval                       |                             | 48° 03′ 56″ nord, 0° 45′ 23″ ouest |                |                         |                                         | Image manquante Téléverser                                     |
| Église Saint-Vénérand de Laval                                 | Laval                       |                             | 48° 04′ 07″ nord, 0° 46′ 00″ ouest | « PA00109531 » | Classé MH               | 1975                                    | Église Saint-Vénérand de Laval                                 |
| Église Sainte-Anne de Thévalles                                | Laval                       |                             | 48° 03′ 03″ nord, 0° 44′ 52″ ouest |                |                         |                                         | Image manquante Téléverser                                     |
| Église Saint-Julien de Lesbois                                 | Lesbois                     | Rue de la Forge             | 48° 26′ 27″ nord, 0° 48′ 14″ ouest |                |                         |                                         | Église Saint-Julien de Lesbois                                 |
| Église Saint-Victeur de Levaré                                 | Levaré                      |                             | 48° 25′ 05″ nord, 0° 54′ 46″ ouest |                |                         |                                         | Église Saint-Victeur de Levaré                                 |
| Église de l'Assomption de Lignères                             | Lignières-Orgères           |                             | 48° 32′ 33″ nord, 0° 12′ 26″ ouest |                |                         |                                         | Église de l'Assomption de Lignères                             |
| Église Notre-Dame d'Orgères                                    | Lignières-Orgères           |                             | 48° 33′ 26″ nord, 0° 14′ 18″ ouest |                |                         |                                         | Église Notre-Dame d'Orgères                                    |
| Église Saint-Martin de Livet                                   | Livet                       |                             | 48° 06′ 28″ nord, 0° 27′ 41″ ouest |                |                         |                                         | Église Saint-Martin de Livet                                   |
| Église Notre-Dame-de-l'Assomption de Livré-la-Touche           | Livré-la-Touche             | Rue de Bretagne             | 47° 52′ 52″ nord, 0° 58′ 53″ ouest | « PA00109553 » | Inscrit MH              | 1974                                    | Église Notre-Dame-de-l'Assomption de Livré-la-Touche           |
| Église Saint-Aubin de Loigné-sur-Mayenne                       | Loigné-sur-Mayenne          | Rue d'Anjou                 | 47° 52′ 22″ nord, 0° 44′ 55″ ouest | « PA00109555 » | Inscrit MH              | 1926                                    | Église Saint-Aubin de Loigné-sur-Mayenne                       |
| Église Saint-Gervais-et-Saint-Protais de Loiron                | Loiron-Ruillé               |                             | 48° 03′ 35″ nord, 0° 56′ 06″ ouest |                |                         |                                         | Église Saint-Gervais-et-Saint-Protais de Loiron                |
| Église Saint-Méen de Ruillé-le-Gravelais                       | Loiron-Ruillé               |                             | 48° 03′ 23″ nord, 0° 57′ 22″ ouest |                |                         |                                         | Église Saint-Méen de Ruillé-le-Gravelais                       |
| Église de la Visitation de Longuefuye                          | Longuefuye                  |                             | 47° 51′ 59″ nord, 0° 36′ 53″ ouest |                |                         |                                         | Église de la Visitation de Longuefuye                          |
| Église Saint-Martin de Loupfougères                            | Loupfougères                |                             | 48° 20′ 18″ nord, 0° 20′ 54″ ouest |                |                         |                                         | Église Saint-Martin de Loupfougères                            |
| Église du Sacré-Cœur de Louverné                               | Louverné                    | Place Saint-Martin          | 48° 07′ 21″ nord, 0° 43′ 10″ ouest |                |                         |                                         | Église du Sacré-Cœur de Louverné                               |
| Église Saint-Martin de Louverné (disparue)                     | Louverné                    |                             | 48° 07′ 21″ nord, 0° 43′ 02″ ouest |                |                         |                                         | Image manquante Téléverser                                     |
| Église Saint-Martin de Louvigné                                | Louvigné                    |                             | 48° 03′ 26″ nord, 0° 37′ 48″ ouest |                |                         |                                         | Église Saint-Martin de Louvigné                                |
| Église Saint-Maurice de Madré                                  | Madré                       |                             | 48° 28′ 38″ nord, 0° 22′ 46″ ouest |                |                         |                                         | Église Saint-Maurice de Madré                                  |
| Église Saint-Pierre de Maisoncelles-du-Maine                   | Maisoncelles-du-Maine       | Place de l'Église           | 47° 57′ 52″ nord, 0° 39′ 08″ ouest |                |                         |                                         | Église Saint-Pierre de Maisoncelles-du-Maine                   |
| Église Sainte-Anne de Marcillé                                 | Marcillé-la-Ville           | Lieu-dit Sainte-Anne        | 48° 21′ 09″ nord, 0° 28′ 13″ ouest |                |                         |                                         | Église Sainte-Anne de Marcillé                                 |
| Église Saint-Martin de Marcillé-la-Ville                       | Marcillé-la-Ville           |                             | 48° 18′ 19″ nord, 0° 29′ 42″ ouest |                |                         |                                         | Église Saint-Martin de Marcillé-la-Ville                       |
| Église Saint-Didier de Marigné-Peuton                          | Marigné-Peuton              | Rue de l'Europe             | 47° 52′ 09″ nord, 0° 48′ 45″ ouest |                |                         |                                         | Église Saint-Didier de Marigné-Peuton                          |
| Église Saint-Georges de Martigné-sur-Mayenne                   | Martigné-sur-Mayenne        | Place de l'Église           | 48° 11′ 40″ nord, 0° 39′ 47″ ouest |                |                         |                                         | Église Saint-Georges de Martigné-sur-Mayenne                   |
| Église des Capucins de Mayenne (disparue ?)                    | Mayenne                     |                             | à géolocaliser                     |                |                         |                                         | Image manquante Téléverser                                     |
| Basilique Notre-Dame-des-Miracles de Mayenne                   | Mayenne                     | Rue du Sergent Louvrier     | 48° 18′ 15″ nord, 0° 37′ 04″ ouest |                |                         |                                         | Basilique Notre-Dame-des-Miracles de Mayenne                   |
| Église Saint-Martin de Mayenne                                 | Mayenne                     | Rue Saint-Martin            | 48° 18′ 06″ nord, 0° 36′ 54″ ouest | « PA00109559 » | Inscrit MH              | 1984                                    | Église Saint-Martin de Mayenne                                 |
| Église Saint-Pierre de Mée                                     | Mée                         |                             | 47° 47′ 50″ nord, 0° 51′ 38″ ouest |                | Inscrit MH              | 1991                                    | Église Saint-Pierre de Mée                                     |
| Église Saint-Georges de Ménil                                  | Ménil                       |                             | 47° 46′ 31″ nord, 0° 40′ 27″ ouest |                |                         |                                         | Église Saint-Georges de Ménil                                  |
| Église Saint-Pierre de Méral                                   | Méral                       |                             | 47° 57′ 38″ nord, 0° 58′ 49″ ouest |                |                         |                                         | Église Saint-Pierre de Méral                                   |
| Église Saint-Pierre de Meslay-du-Maine                         | Meslay-du-Maine             | Place de l'Église           | 47° 56′ 57″ nord, 0° 33′ 10″ ouest |                |                         |                                         | Église Saint-Pierre de Meslay-du-Maine                         |
| Église Saint-Front de Mézangers                                | Mézangers                   |                             | 48° 11′ 21″ nord, 0° 25′ 59″ ouest |                |                         |                                         | Église Saint-Front de Mézangers                                |
| Église Notre-Dame de Montaudin                                 | Montaudin                   | Place de l'Église           | 48° 23′ 11″ nord, 0° 59′ 20″ ouest |                |                         |                                         | Église Notre-Dame de Montaudin                                 |
| Église Saint-Gervais-et-Saint-Protais de Montenay              | Montenay                    |                             | 48° 17′ 18″ nord, 0° 53′ 41″ ouest |                |                         |                                         | Église Saint-Gervais-et-Saint-Protais de Montenay              |
| Église Saint-Martin de Montflours                              | Montflours                  |                             | 48° 10′ 13″ nord, 0° 44′ 02″ ouest |                |                         |                                         | Église Saint-Martin de Montflours                              |
| Église Saint-Georges de Montigné-le-Brillant                   | Montigné-le-Brillant        |                             | 48° 00′ 28″ nord, 0° 49′ 01″ ouest |                |                         |                                         | Église Saint-Georges de Montigné-le-Brillant                   |
| Église Saint-Martin de Montjean                                | Montjean                    |                             | 48° 00′ 22″ nord, 0° 57′ 37″ ouest |                |                         |                                         | Église Saint-Martin de Montjean                                |
| Église Saint-Pierre de Montourtier                             | Montourtier                 |                             | 48° 12′ 11″ nord, 0° 33′ 01″ ouest |                |                         |                                         | Église Saint-Pierre de Montourtier                             |
| Église Saint-Martin de Montreuil                               | Montreuil-Poulay            | Rue des Artisans            | 48° 22′ 56″ nord, 0° 31′ 28″ ouest |                |                         |                                         | Église Saint-Martin de Montreuil                               |
| Église Saint-Pierre-et-Saint-Paul de Poulay                    | Montreuil-Poulay            |                             | 48° 22′ 32″ nord, 0° 31′ 04″ ouest |                |                         |                                         | Église Saint-Pierre-et-Saint-Paul de Poulay                    |
| Église Saint-Martin de Montsûrs                                | Montsûrs-Saint Céneré       |                             | 48° 08′ 02″ nord, 0° 33′ 09″ ouest |                |                         |                                         | Église Saint-Martin de Montsûrs                                |
| Église Saint-Céneré de Saint-Céneré                            | Montsûrs-Saint Céneré       |                             | 48° 07′ 18″ nord, 0° 35′ 41″ ouest |                |                         |                                         | Église Saint-Céneré de Saint-Céneré                            |
| Église Saint-Martin de Moulay                                  | Moulay                      |                             | 48° 16′ 16″ nord, 0° 37′ 46″ ouest |                |                         |                                         | Église Saint-Martin de Moulay                                  |
| Église Saint-Vigor de Neau                                     | Neau                        | Place de l'Église           | 48° 09′ 20″ nord, 0° 28′ 31″ ouest | « PA53000025 » | Inscrit MH              | 2007                                    | Église Saint-Vigor de Neau                                     |
| Église de Neuilly-le-Vendin                                    | Neuilly-le-Vendin           |                             | 48° 29′ 42″ nord, 0° 20′ 24″ ouest |                |                         |                                         | Église de Neuilly-le-Vendin                                    |
| Église Saint-Martin de Niafles                                 | Niafles                     |                             | 47° 50′ 44″ nord, 1° 00′ 09″ ouest |                |                         |                                         | Église Saint-Martin de Niafles                                 |
| Église de la Sainte-Trinité de Nuillé-sur-Vicoin               | Nuillé-sur-Vicoin           |                             | 47° 59′ 11″ nord, 0° 46′ 58″ ouest | « PA00109573 » | Inscrit MH              | 1986                                    | Église de la Sainte-Trinité de Nuillé-sur-Vicoin               |
| Église Saint-Pierre d'Oisseau                                  | Oisseau                     |                             | 48° 21′ 29″ nord, 0° 40′ 12″ ouest |                |                         |                                         | Église Saint-Pierre d'Oisseau                                  |
| Église Saint-Laurent d'Olivet                                  | Olivet                      |                             | 48° 07′ 15″ nord, 0° 55′ 03″ ouest |                |                         |                                         | Église Saint-Laurent d'Olivet                                  |
| Église Saint-Étienne d'Origné                                  | Origné                      |                             | 47° 57′ 11″ nord, 0° 43′ 47″ ouest |                |                         |                                         | Église Saint-Étienne d'Origné                                  |
| Église Saint-Sulpice de La Pallu                               | La Pallu                    | Rue Le Fagot                | 48° 30′ 24″ nord, 0° 17′ 55″ ouest |                |                         |                                         | Église Saint-Sulpice de La Pallu                               |
| Église Saint-Cénéry de Parigné-sur-Braye                       | Parigné-sur-Braye           | Place de l'Église           | 48° 18′ 59″ nord, 0° 39′ 12″ ouest |                |                         |                                         | Église Saint-Cénéry de Parigné-sur-Braye                       |
| Église Saint-Pierre de Parné-sur-Roc                           | Parné-sur-Roc               | Rue de la Tonnelle          | 48° 00′ 21″ nord, 0° 40′ 07″ ouest | « PA00109575 » | Inscrit MH              | 1998                                    | Église Saint-Pierre de Parné-sur-Roc                           |
| Église Saint-Martin du Pas                                     | Le Pas                      | rue Saint-Martin            | 48° 25′ 43″ nord, 0° 41′ 58″ ouest |                |                         |                                         | Église Saint-Martin du Pas                                     |
| Église Saint-Quentin de La Pellerine                           | La Pellerine                | Rue de Normandie            | 48° 18′ 54″ nord, 1° 03′ 08″ ouest |                |                         |                                         | Église Saint-Quentin de La Pellerine                           |
| Église Saint-Jean-Baptiste de Peuton                           | Peuton                      | Route de Saint-Gault        | 47° 53′ 07″ nord, 0° 49′ 21″ ouest |                |                         |                                         | Église Saint-Jean-Baptiste de Peuton                           |
| Église Saint-Gervais-et-Saint-Protais de Placé                 | Placé                       |                             | 48° 15′ 13″ nord, 0° 46′ 40″ ouest |                |                         |                                         | Église Saint-Gervais-et-Saint-Protais de Placé                 |
| Église Saint-Martin de Pommerieux                              | Pommerieux                  |                             | 47° 49′ 24″ nord, 0° 53′ 54″ ouest |                |                         |                                         | Église Saint-Martin de Pommerieux                              |
| Basilique Notre-Dame de Pontmain                               | Pontmain                    |                             | 48° 26′ 23″ nord, 1° 03′ 31″ ouest |                |                         |                                         | Basilique Notre-Dame de Pontmain                               |
| Église Saint-Simon-et-Saint-Jude de Pontmain                   | Pontmain                    |                             | 48° 26′ 21″ nord, 1° 03′ 33″ ouest |                |                         |                                         | Église Saint-Simon-et-Saint-Jude de Pontmain                   |
| Église Sainte-Marie-Madeleine de Port-Brillet                  | Port-Brillet                | Place de l'Église           | 48° 06′ 47″ nord, 0° 58′ 27″ ouest |                |                         |                                         | Église Sainte-Marie-Madeleine de Port-Brillet                  |
| Église Saint-Martin de Préaux                                  | Préaux                      | Le Bourg                    | 49° 29′ 30″ nord, 1° 12′ 57″ est   | « PA53000016 » | Inscrit MH              | 2000                                    | Église Saint-Martin de Préaux                                  |
| Église Sainte-Thérèse de Pré-en-Pail                           | Pré-en-Pail-Saint-Samson    |                             | 48° 27′ 34″ nord, 0° 11′ 53″ ouest |                |                         |                                         | Église Sainte-Thérèse de Pré-en-Pail                           |
| Église Saint-Julien de Saint-Julien-des-Églantiers             | Pré-en-Pail-Saint-Samson    | Saint-Julien-des-Églantiers | 48° 24′ 45″ nord, 0° 11′ 21″ ouest |                |                         |                                         | Église Saint-Julien de Saint-Julien-des-Églantiers             |
| Église Saint-Samson de Saint-Samson                            | Pré-en-Pail-Saint-Samson    |                             | 48° 28′ 57″ nord, 0° 11′ 23″ ouest |                |                         |                                         | Église Saint-Samson de Saint-Samson                            |
| Église Saint-Jean-Baptiste d'Ampoigné                          | Prée-d'Anjou                |                             | 47° 48′ 41″ nord, 0° 49′ 30″ ouest |                |                         |                                         | Église Saint-Jean-Baptiste d'Ampoigné                          |
| Église Saint-Martin-de-Vertou de Laigné                        | Prée-d'Anjou                | rue d'Anjou                 | 47° 50′ 29″ nord, 0° 49′ 05″ ouest |                |                         |                                         | Église Saint-Martin-de-Vertou de Laigné                        |
| Église Saint-Gault de Saint-Gault                              | Quelaines-Saint-Gault       |                             | 47° 55′ 29″ nord, 0° 48′ 14″ ouest |                |                         |                                         | Église Saint-Gault de Saint-Gault                              |
| Église Saint-Gervais-et-Saint-Protais de Quelaines             | Quelaines-Saint-Gault       |                             | 47° 53′ 59″ nord, 0° 46′ 54″ ouest |                |                         |                                         | Église Saint-Gervais-et-Saint-Protais de Quelaines             |
| Église Saint-Julien de Ravigny                                 | Ravigny                     | Le Domaine                  | 48° 26′ 40″ nord, 0° 03′ 49″ ouest |                |                         |                                         | Église Saint-Julien de Ravigny                                 |
| Église de Renazé                                               | Renazé                      |                             | 47° 47′ 40″ nord, 1° 03′ 22″ ouest |                |                         |                                         | Église de Renazé                                               |
| Église Saint-Pierre de Rennes-en-Grenouilles                   | Rennes-en-Grenouilles       |                             | 48° 29′ 33″ nord, 0° 30′ 45″ ouest |                |                         |                                         | Église Saint-Pierre de Rennes-en-Grenouilles                   |
| Église Saint-Ouen du Ribay                                     | Le Ribay                    |                             | 48° 23′ 02″ nord, 0° 24′ 35″ ouest |                |                         |                                         | Église Saint-Ouen du Ribay                                     |
| Abbaye de la Roë                                               | La Roë                      |                             | 47° 53′ 45″ nord, 1° 06′ 37″ ouest | « PA00109581 » | Classé MH, Inscrit MH   | 1846 (classement), 1974 (inscription)   | Abbaye de la Roë                                               |
| Église de l'Assomption de La Rouaudière                        | La Rouaudière               |                             | 47° 49′ 46″ nord, 1° 11′ 30″ ouest |                |                         |                                         | Église de l'Assomption de La Rouaudière                        |
| Église Saint-Gervais-et-Saint-Protais de Ruillé                | Ruillé-Froid-Fonds          |                             | 47° 54′ 02″ nord, 0° 38′ 32″ ouest |                |                         |                                         | Église Saint-Gervais-et-Saint-Protais de Ruillé                |
| Église Notre-Dame-de-l'Assomption de Froid-Fonds               | Ruillé-Froid-Fonds          |                             | 47° 53′ 02″ nord, 0° 36′ 51″ ouest |                |                         |                                         | Église Notre-Dame-de-l'Assomption de Froid-Fonds               |
| Église Saint-Hippolyte de Sacé                                 | Sacé                        |                             | 48° 11′ 07″ nord, 0° 42′ 48″ ouest |                |                         |                                         | Église Saint-Hippolyte de Sacé                                 |
| Église Saint-Aignan de Saint-Aignan-de-Couptrain               | Saint-Aignan-de-Couptrain   |                             | 48° 27′ 21″ nord, 0° 18′ 09″ ouest |                |                         |                                         | Église Saint-Aignan de Saint-Aignan-de-Couptrain               |
| Église Saint-Aignan de Saint-Aignan-sur-Roë                    | Saint-Aignan-sur-Roë        |                             | 47° 50′ 30″ nord, 1° 08′ 15″ ouest |                |                         |                                         | Église Saint-Aignan de Saint-Aignan-sur-Roë                    |
| Église Saint-Aubin de Saint-Aubin-du-Désert                    | Saint-Aubin-du-Désert       |                             | 48° 18′ 16″ nord, 0° 11′ 37″ ouest |                |                         |                                         | Église Saint-Aubin de Saint-Aubin-du-Désert                    |
| Église Saint-Aubin de Saint-Aubin-Fosse-Louvain                | Saint-Aubin-Fosse-Louvain   |                             | 48° 27′ 51″ nord, 0° 49′ 54″ ouest |                |                         |                                         | Église Saint-Aubin de Saint-Aubin-Fosse-Louvain                |
| Église Saint-Baudelle de Saint-Baudelle                        | Saint-Baudelle              |                             | 48° 16′ 50″ nord, 0° 38′ 00″ ouest |                |                         |                                         | Église Saint-Baudelle de Saint-Baudelle                        |
| Église Saint-Berthevin de Saint-Berthevin                      | Saint-Berthevin             |                             | 48° 04′ 05″ nord, 0° 49′ 46″ ouest |                |                         |                                         | Église Saint-Berthevin de Saint-Berthevin                      |
| Église Saint-Berthevin de Saint-Berthevin-la-Tannière          | Saint-Berthevin-la-Tannière |                             | 48° 24′ 04″ nord, 0° 56′ 50″ ouest |                |                         |                                         | Église Saint-Berthevin de Saint-Berthevin-la-Tannière          |
| Église Saint-Brice de Saint-Brice                              | Saint-Brice                 |                             | 47° 51′ 32″ nord, 0° 26′ 30″ ouest |                |                         |                                         | Église Saint-Brice de Saint-Brice                              |
| Église Saint-Calais de Saint-Calais-du-Désert                  | Saint-Calais-du-Désert      |                             | 48° 29′ 09″ nord, 0° 15′ 38″ ouest |                |                         |                                         | Église Saint-Calais de Saint-Calais-du-Désert                  |
| Église Saint-Charles de Saint-Charles-la-Forêt                 | Saint-Charles-la-Forêt      |                             | 47° 55′ 01″ nord, 0° 33′ 25″ ouest |                |                         |                                         | Église Saint-Charles de Saint-Charles-la-Forêt                 |
| Église Saint-Christophe de Saint-Christophe-du-Luat            | Saint-Christophe-du-Luat    |                             | 48° 08′ 02″ nord, 0° 27′ 42″ ouest | « IA00034418 » |                         |                                         | Église Saint-Christophe de Saint-Christophe-du-Luat            |
| Église Saint-Cyr-et-Sainte-Julitte de Saint-Cyr-en-Pail        | Saint-Cyr-en-Pail           |                             | 48° 26′ 28″ nord, 0° 14′ 38″ ouest |                |                         |                                         | Église Saint-Cyr-et-Sainte-Julitte de Saint-Cyr-en-Pail        |
| Église Saint-Cyr-et-Sainte-Julitte de Saint-Cyr-le-Gravelais   | Saint-Cyr-le-Gravelais      | Place de l'Église           | 48° 02′ 06″ nord, 1° 01′ 39″ ouest |                |                         |                                         | Église Saint-Cyr-et-Sainte-Julitte de Saint-Cyr-le-Gravelais   |
| Église Saint-Denis de Saint-Denis-d'Anjou                      | Saint-Denis-d'Anjou         |                             | 47° 47′ 28″ nord, 0° 26′ 33″ ouest | « PA00109587 » | Classé MH               | 1931                                    | Église Saint-Denis de Saint-Denis-d'Anjou                      |
| Église Saint-Pierre de Varennes-Bourreau                       | Saint-Denis-d'Anjou         |                             | 47° 46′ 32″ nord, 0° 22′ 43″ ouest | « PA00109588 » | Classé MH               | 1964                                    | Église Saint-Pierre de Varennes-Bourreau                       |
| Église Saint-Denis de Saint-Denis-de-Gastines                  | Saint-Denis-de-Gastines     |                             | 48° 20′ 32″ nord, 0° 51′ 24″ ouest |                |                         |                                         | Église Saint-Denis de Saint-Denis-de-Gastines                  |
| Église Saint-Denis de Saint-Denis-du-Maine                     | Saint-Denis-du-Maine        |                             | 47° 57′ 54″ nord, 0° 31′ 35″ ouest | « PA00109639 » | Inscrit MH              | 1989                                    | Église Saint-Denis de Saint-Denis-du-Maine                     |
| Église Sainte-Gemmes de Sainte-Gemmes-le-Robert                | Sainte-Gemmes-le-Robert     | Rue du Rochard              | 48° 11′ 49″ nord, 0° 22′ 26″ ouest | « IA00034443 » |                         |                                         | Église Sainte-Gemmes de Sainte-Gemmes-le-Robert                |
| Église Saint-Ellier de Saint-Ellier-du-Maine                   | Saint-Ellier-du-Maine       |                             | 48° 24′ 02″ nord, 1° 02′ 51″ ouest |                |                         |                                         | Église Saint-Ellier de Saint-Ellier-du-Maine                   |
| Église Notre-Dame de l’Assomption de Sainte-Marie-du-Bois      | Sainte-Marie-du-Bois        |                             | 48° 27′ 54″ nord, 0° 28′ 51″ ouest |                |                         |                                         | Église Notre-Dame de l’Assomption de Sainte-Marie-du-Bois      |
| Église Saint-Erblon de Saint-Erblon                            | Saint-Erblon                |                             | 47° 47′ 15″ nord, 1° 10′ 06″ ouest |                |                         |                                         | Église Saint-Erblon de Saint-Erblon                            |
| Église Sainte-Suzanne de Sainte-Suzanne                        | Sainte-Suzanne-et-Chammes   |                             | 48° 05′ 51″ nord, 0° 20′ 57″ ouest |                |                         |                                         | Église Sainte-Suzanne de Sainte-Suzanne                        |
| Église Saint-Fort de Saint-Fort                                | Saint-Fort                  |                             | 47° 47′ 49″ nord, 0° 43′ 20″ ouest |                |                         |                                         | Église Saint-Fort de Saint-Fort                                |
| Église Saint-Fraimbault de Saint-Fraimbault-de-Prières         | Saint-Fraimbault-de-Prières | Le Bourg                    | 48° 21′ 01″ nord, 0° 34′ 52″ ouest |                |                         |                                         | Église Saint-Fraimbault de Saint-Fraimbault-de-Prières         |
| Église de la Chapelle-au-Grain                                 | Saint-Georges-Buttavent     |                             | 48° 16′ 48″ nord, 0° 45′ 05″ ouest |                |                         |                                         | Église de la Chapelle-au-Grain                                 |
| Église Saint-Georges de Saint-Georges-Buttavent                | Saint-Georges-Buttavent     |                             | 48° 18′ 43″ nord, 0° 41′ 34″ ouest |                |                         |                                         | Église Saint-Georges de Saint-Georges-Buttavent                |
| Église Saint-Georges de Saint-Georges-le-Fléchard              | Saint-Georges-le-Fléchard   |                             | 48° 02′ 13″ nord, 0° 30′ 36″ ouest |                |                         |                                         | Église Saint-Georges de Saint-Georges-le-Fléchard              |
| Église Saint-Georges de Saint-Georges-sur-Erve                 | Saint-Georges-sur-Erve      |                             | 48° 10′ 08″ nord, 0° 17′ 53″ ouest |                |                         |                                         | Image manquante Téléverser                                     |
| Église Saint-Germain de Saint-Germain-d'Anxure                 | Saint-Germain-d'Anxure      | Rue du Presbytère           | 48° 13′ 22″ nord, 0° 44′ 06″ ouest |                |                         |                                         | Église Saint-Germain de Saint-Germain-d'Anxure                 |
| Église Saint-Germain de Saint-Germain-de-Coulamer              | Saint-Germain-de-Coulamer   | Rue Sainte-Barbe            | 48° 15′ 50″ nord, 0° 10′ 20″ ouest |                |                         |                                         | Église Saint-Germain de Saint-Germain-de-Coulamer              |
| Église Saint-Germain de Saint-Germain-le-Fouilloux             | Saint-Germain-le-Fouilloux  |                             | 48° 08′ 10″ nord, 0° 47′ 19″ ouest |                |                         |                                         | Église Saint-Germain de Saint-Germain-le-Fouilloux             |
| Église Saint-Germain de Saint-Germain-le-Guillaume             | Saint-Germain-le-Guillaume  | Route de La Baconnière      | 48° 12′ 23″ nord, 0° 49′ 34″ ouest |                |                         |                                         | Église Saint-Germain de Saint-Germain-le-Guillaume             |
| Église Saint-Hilaire de Saint-Hilaire-du-Maine                 | Saint-Hilaire-du-Maine      |                             | 48° 13′ 37″ nord, 0° 55′ 49″ ouest |                |                         |                                         | Église Saint-Hilaire de Saint-Hilaire-du-Maine                 |
| Église Saint-Jean-Baptiste de Saint-Jean-sur-Mayenne           | Saint-Jean-sur-Mayenne      |                             | 48° 07′ 52″ nord, 0° 45′ 06″ ouest |                |                         |                                         | Église Saint-Jean-Baptiste de Saint-Jean-sur-Mayenne           |
| Église Saint-Julien de Saint-Julien-du-Terroux                 | Saint-Julien-du-Terroux     |                             | 48° 28′ 45″ nord, 0° 24′ 32″ ouest |                |                         |                                         | Église Saint-Julien de Saint-Julien-du-Terroux                 |
| Église Saint-Laurent de Saint-Laurent-des-Mortiers             | Saint-Laurent-des-Mortiers  |                             | 47° 46′ 19″ nord, 0° 32′ 50″ ouest |                |                         |                                         | Église Saint-Laurent de Saint-Laurent-des-Mortiers             |
| Église Saint-Léger de Saint-Léger                              | Saint-Léger                 |                             | 48° 04′ 57″ nord, 0° 27′ 19″ ouest |                |                         |                                         | Église Saint-Léger de Saint-Léger                              |
| Église Saint-Loup de Saint-Loup-du-Dorat                       | Saint-Loup-du-Dorat         |                             | 47° 53′ 28″ nord, 0° 24′ 59″ ouest |                |                         |                                         | Église Saint-Loup de Saint-Loup-du-Dorat                       |
| Église Saint-Loup de Saint-Loup-du-Gast                        | Saint-Loup-du-Gast          |                             | 48° 23′ 06″ nord, 0° 35′ 09″ ouest |                |                         |                                         | Église Saint-Loup de Saint-Loup-du-Gast                        |
| Église Saint-Médard de Saint-Mars-du-Désert                    | Saint-Mars-du-Désert        |                             | 47° 22′ 01″ nord, 1° 24′ 16″ ouest |                |                         |                                         | Église Saint-Médard de Saint-Mars-du-Désert                    |
| Église Saint-Médard de Saint-Mars-sur-Colmont                  | Saint-Mars-sur-Colmont      |                             | 48° 22′ 30″ nord, 0° 41′ 49″ ouest |                |                         |                                         | Église Saint-Médard de Saint-Mars-sur-Colmont                  |
| Église Saint-Mars de Saint-Mars-sur-la-Futaie                  | Saint-Mars-sur-la-Futaie    |                             | 48° 25′ 55″ nord, 1° 00′ 55″ ouest |                |                         |                                         | Église Saint-Mars de Saint-Mars-sur-la-Futaie                  |
| Église de Saint-Martin-de-Connée                               | Saint-Martin-de-Connée      |                             | 48° 12′ 50″ nord, 0° 13′ 03″ ouest | « PA00109604 » | Classé MH               | 1969                                    | Église de Saint-Martin-de-Connée                               |
| Église de Saint-Martin-du-Limet                                | Saint-Martin-du-Limet       |                             | 47° 48′ 57″ nord, 1° 01′ 16″ ouest | « PA00109654 » | Inscrit MH              | 1992                                    | Église de Saint-Martin-du-Limet                                |
| Église Saint-Michel de Saint-Michel-de-Feins                   | Saint-Michel-de-Feins       |                             | 47° 46′ 35″ nord, 0° 34′ 07″ ouest |                |                         |                                         | Église Saint-Michel de Saint-Michel-de-Feins                   |
| Église Saint-Michel de Saint-Michel-de-la-Roë                  | Saint-Michel-de-la-Roë      |                             | 47° 52′ 45″ nord, 1° 07′ 38″ ouest |                |                         |                                         | Église Saint-Michel de Saint-Michel-de-la-Roë                  |
| Église Saint-Ouen de Saint-Ouën-des-Toits                      | Saint-Ouën-des-Toits        | Place de l'Église           | 48° 08′ 15″ nord, 0° 54′ 27″ ouest |                |                         |                                         | Église Saint-Ouen de Saint-Ouën-des-Toits                      |
| Ancienne église Saint-Ouën de Saint-Ouën-des-Vallons           | Saint-Ouën-des-Vallons      |                             | 48° 10′ 05″ nord, 0° 32′ 59″ ouest | « IA00034184 » |                         |                                         | Ancienne église Saint-Ouën de Saint-Ouën-des-Vallons           |
| Église Saint-Ouën de Saint-Ouën-des-Vallons                    | Saint-Ouën-des-Vallons      |                             | 48° 10′ 04″ nord, 0° 32′ 57″ ouest | « IA00034183 » |                         |                                         | Église Saint-Ouën de Saint-Ouën-des-Vallons                    |
| Église Notre-Dame-de-l'Assomption de Mégaudais                 | Saint-Pierre-des-Landes     |                             | 48° 18′ 25″ nord, 0° 59′ 52″ ouest |                |                         |                                         | Église Notre-Dame-de-l'Assomption de Mégaudais                 |
| Église Saint-Pierre de Saint-Pierre-des-Landes                 | Saint-Pierre-des-Landes     |                             | 48° 16′ 25″ nord, 1° 01′ 40″ ouest |                |                         |                                         | Église Saint-Pierre de Saint-Pierre-des-Landes                 |
| Église Saint-Pierre de Saint-Pierre-des-Nids                   | Saint-Pierre-des-Nids       | Place de la Poôté           | 48° 23′ 59″ nord, 0° 05′ 53″ ouest |                |                         |                                         | Église Saint-Pierre de Saint-Pierre-des-Nids                   |
| Église Saint-Pierre de Saint-Pierre-la-Cour                    | Saint-Pierre-la-Cour        |                             | 48° 06′ 51″ nord, 1° 01′ 38″ ouest |                |                         |                                         | Église Saint-Pierre de Saint-Pierre-la-Cour                    |
| Église Saint-Pierre de Saint-Pierre-sur-Erve                   | Saint-Pierre-sur-Erve       |                             | 48° 00′ 34″ nord, 0° 23′ 31″ ouest |                |                         |                                         | Église Saint-Pierre de Saint-Pierre-sur-Erve                   |
| Église Saint-Pierre de Saint-Pierre-sur-Orthe                  | Saint-Pierre-sur-Orthe      |                             | 48° 12′ 39″ nord, 0° 12′ 22″ ouest |                |                         |                                         | Église Saint-Pierre de Saint-Pierre-sur-Orthe                  |
| Église Saint-Paterne de Saint-Poix                             | Saint-Poix                  |                             | 47° 57′ 55″ nord, 1° 02′ 36″ ouest |                |                         |                                         | Église Saint-Paterne de Saint-Poix                             |
| Église Saint-Quentin de Saint-Quentin-les-Anges                | Saint-Quentin-les-Anges     |                             | 47° 46′ 23″ nord, 0° 53′ 08″ ouest |                |                         |                                         | Église Saint-Quentin de Saint-Quentin-les-Anges                |
| Église Saint-Saturnin de Saint-Saturnin-du-Limet               | Saint-Saturnin-du-Limet     |                             | 47° 48′ 44″ nord, 1° 04′ 03″ ouest |                |                         |                                         | Église Saint-Saturnin de Saint-Saturnin-du-Limet               |
| Église Saint-Sulpice de Saint-Sulpice                          | Saint-Sulpice               |                             | 47° 54′ 03″ nord, 0° 42′ 56″ ouest |                |                         |                                         | Église Saint-Sulpice de Saint-Sulpice                          |
| Église Saint-Thomas de Saint-Thomas-de-Courceriers             | Saint-Thomas-de-Courceriers |                             | 48° 16′ 30″ nord, 0° 15′ 56″ ouest |                |                         |                                         | Église Saint-Thomas de Saint-Thomas-de-Courceriers             |
| Église Notre-Dame de Saulges                                   | Saulges                     |                             | 47° 58′ 58″ nord, 0° 24′ 22″ ouest | « PA00109618 » | Inscrit MH              |                                         | Église Notre-Dame de Saulges                                   |
| Église Saint-Pierre de Saulges                                 | Saulges                     |                             | 47° 58′ 58″ nord, 0° 24′ 22″ ouest | « PA00109618 » | Inscrit MH              | 1984                                    | Église Saint-Pierre de Saulges                                 |
| Église Saint-Martin de La Selle-Craonnaise                     | La Selle-Craonnaise         | Place Jean Brucher          | 47° 50′ 34″ nord, 1° 02′ 35″ ouest |                |                         |                                         | Église Saint-Martin de La Selle-Craonnaise                     |
| Église Saint-Pierre de Senonnes                                | Senonnes                    |                             | 47° 47′ 54″ nord, 1° 12′ 11″ ouest |                |                         |                                         | Église Saint-Pierre de Senonnes                                |
| Église Saint-Martin de Simplé                                  | Simplé                      |                             | 47° 53′ 16″ nord, 0° 51′ 05″ ouest |                |                         |                                         | Église Saint-Martin de Simplé                                  |
| Église Notre-Dame-de-l'Assomption de Soucé                     | Soucé                       |                             | 48° 28′ 26″ nord, 0° 39′ 51″ ouest |                |                         |                                         | Église Notre-Dame-de-l'Assomption de Soucé                     |
| Église Saint-Martin de Nuillé                                  | Soulgé-sur-Ouette           |                             | 48° 03′ 33″ nord, 0° 31′ 45″ ouest | « PA53000010 » | Inscrit MH              | 1997                                    | Église Saint-Martin de Nuillé                                  |
| Église Saint-Médard de Soulgé-sur-Ouette                       | Soulgé-sur-Ouette           |                             | 48° 03′ 36″ nord, 0° 34′ 04″ ouest |                |                         |                                         | Église Saint-Médard de Soulgé-sur-Ouette                       |
| Église Saint-Étienne de Thorigné-en-Charnie                    | Thorigné-en-Charnie         |                             | 48° 00′ 03″ nord, 0° 21′ 28″ ouest |                |                         |                                         | Église Saint-Étienne de Thorigné-en-Charnie                    |
| Église Saint-Martin de Thubœuf                                 | Thubœuf                     |                             | 48° 30′ 08″ nord, 0° 27′ 03″ ouest |                |                         |                                         | Église Saint-Martin de Thubœuf                                 |
| Église Saint-Pierre de Torcé                                   | Torcé-Viviers-en-Charnie    | Place de l'Église           | 48° 05′ 55″ nord, 0° 15′ 41″ ouest |                |                         |                                         | Église Saint-Pierre de Torcé                                   |
| Église Saint-Léger de Viviers                                  | Torcé-Viviers-en-Charnie    |                             | 48° 05′ 48″ nord, 0° 16′ 09″ ouest |                |                         |                                         | Image manquante Téléverser                                     |
| Église Saint-Nicolas de Trans                                  | Trans                       |                             | 48° 16′ 28″ nord, 0° 18′ 28″ ouest |                |                         |                                         | Église Saint-Nicolas de Trans                                  |
| Église Saint-Laurent de Vaiges                                 | Vaiges                      |                             | 48° 02′ 27″ nord, 0° 28′ 36″ ouest |                |                         |                                         | Église Saint-Laurent de Vaiges                                 |
| Église Saint-Sulpice de Ballée                                 | Val-du-Maine                |                             | 47° 56′ 00″ nord, 0° 25′ 02″ ouest |                |                         |                                         | Église Saint-Sulpice de Ballée                                 |
| Église Saint-Pierre-et-Saint-Paul d'Épineux-le-Seguin          | Val-du-Maine                | Rue du Tailleur             | 47° 56′ 34″ nord, 0° 21′ 45″ ouest |                |                         |                                         | Église Saint-Pierre-et-Saint-Paul d'Épineux-le-Seguin          |
| Église Saint-Aubin de Vautorte                                 | Vautorte                    |                             | 48° 17′ 57″ nord, 0° 50′ 02″ ouest |                |                         |                                         | Église Saint-Aubin de Vautorte                                 |
| Église Notre-Dame-de-la-Visitation de Vieuvy                   | Vieuvy                      |                             | 48° 26′ 46″ nord, 0° 51′ 52″ ouest |                |                         |                                         | Église Notre-Dame-de-la-Visitation de Vieuvy                   |
| Ancienne église Saint-Georges de Villaines-la-Juhel            | Villaines-la-Juhel          |                             | 48° 20′ 31″ nord, 0° 17′ 00″ ouest | « PA00109625 » | Inscrit MH              | 1962                                    | Ancienne église Saint-Georges de Villaines-la-Juhel            |
| Église Saint-Georges de Villaines-la-Juhel                     | Villaines-la-Juhel          |                             | 48° 20′ 40″ nord, 0° 16′ 50″ ouest |                |                         |                                         | Église Saint-Georges de Villaines-la-Juhel                     |
| Église Saint-Sulpice de Villepail                              | Villepail                   |                             | 48° 23′ 46″ nord, 0° 16′ 00″ ouest |                |                         |                                         | Église Saint-Sulpice de Villepail                              |
| Église Saint-Martin de Villiers-Charlemagne                    | Villiers-Charlemagne        |                             | 47° 55′ 19″ nord, 0° 40′ 36″ ouest |                |                         |                                         | Église Saint-Martin de Villiers-Charlemagne                    |
| Église Saint-Jean-Baptiste de Vimarcé                          | Vimarcé                     |                             | 48° 11′ 45″ nord, 0° 12′ 49″ ouest |                |                         |                                         | Église Saint-Jean-Baptiste de Vimarcé                          |
| Église Saint-Pierre de Voutré                                  | Voutré                      |                             | 48° 08′ 14″ nord, 0° 17′ 29″ ouest |                |                         |                                         | Église Saint-Pierre de Voutré                                  |